# Petriceni, Adâncata
Petriceni, întâlnit și sub forma Camenca (în ucraineană Кам'янка, transliterat: Kameanka, în rusă Каменка, transliterat: Kamenka și în germană Kamenka) este un sat reședință de comună în raionul Adâncata din regiunea Cernăuți (Ucraina). Are 6,284 locuitori, preponderent ucraineni.
Satul este situat la o altitudine de 348 metri, în partea de centru a raionului Adâncata, pe malul râului Siret. 
Denumirea satului este diferită în limbile celor două comunități etnice: Camenca - în ucraineană și Petriceni - în română. Sunt în uz ambele denumiri, care apăreau ambele în periodicele din perioada interbelică.

## Istorie
Localitatea Petriceni a făcut parte încă de la înființare din regiunea istorică Bucovina a Principatului Moldovei. În ianuarie 1775, ca urmare a atitudinii de neutralitate pe care a avut-o în timpul conflictului militar dintre Turcia și Rusia (1768-1774), Imperiul Habsburgic (Austria de astăzi) a primit o parte din teritoriul Moldovei, teritoriu cunoscut sub denumirea de Bucovina. După anexarea Bucovinei de către Imperiul Habsburgic în anul 1775, localitatea Petriceni a făcut parte din Ducatul Bucovinei, guvernat de către austrieci, făcând parte din districtul Siret (în germană Sereth).  
La începutul sec.XX, majoritatea populației era formată din români, existând și o comunitate mare de ucraineni. 
După Unirea Bucovinei cu România la 28 noiembrie 1918, satul Petriceni a făcut parte din componența României, în Plasa Flondoreni a județului Storojineț. La recensământul din 1930, majoritatea absolută a populației s-a declarat de naționalitate română.
Ca urmare a Pactului Ribbentrop-Molotov (1939), Bucovina de Nord a fost anexată de către URSS la 28 iunie 1940, reintrând în componența României în perioada 1941-1944. Apoi, Bucovina de Nord a fost reocupată de către URSS în anul 1944 și integrată în componența RSS Ucrainene. 
Începând din anul 1991, satul Petriceni face parte din raionul Adâncata al regiunii Cernăuți din cadrul Ucrainei independente. La recensământul din 1989, numărul locuitorilor care s-au declarat români plus moldoveni era de 886 (854+32), reprezentând 15,58% din populația localității . În prezent, satul are 6.284 locuitori, preponderent ucraineni.
Şcoala românească din localitate a fost închisă în 2003.

## Demografie
Componența lingvistică a comunei Petriceni
     Ucraineană (91,82%)
     Română (7,57%)
     Alte limbi (0,53%)
Conform recensământului din 2001, majoritatea populației comunei Petriceni era vorbitoare de ucraineană (91,82%), existând în minoritate și vorbitori de română (7,57%).
1989: 5.688 (recensământ)
2007: 6.284 (estimare)

### Recensământul din 1930
Componența etnică a comunei Petriceni (județul Storojineț)
     Români (95,83%)
     Evrei (1,69%)
     Germani (1,15%)
     Altă etnie (1,33%)
Componența confesională a comunei Petriceni
     Ortodocși (95,36%)
     Romano-catolici (1,33%)
     Mozaici (1,69%)
     Baptiști (1,31%)
     Altă religie (0,31%)
Conform recensământului efectuat în 1930, populația comunei Petriceni se ridica la 4.420 locuitori. Majoritatea locuitorilor erau români (95,83%), urmați de evrei (1,69%) și germani (1,15%). Alte persoane s-au declarat: ruși (16 persoane), ruteni (28 de persoane) și polonezi (14 persoane). Din punct de vedere confesional, majoritatea locuitorilor erau ortodocși (95,36%), urmați de [[mozaici](1,69%), romano-catolici (1,33%) și baptiști (1,31%). Alte persoane au declarat: greco-catolici (8 persoane) și evanghelici\luterani (3 persoane) și altă religie (2 persoane).